# パタリロ!の登場人物一覧
パタリロ!の登場人物一覧（パタリロ!のとうじょうじんぶついちらん）は漫画『パタリロ!』に登場する人物の一覧である。
スピンオフ作品である『家政夫パタリロ!シリーズ』、『パタリロ西遊記!』、『パタリロ源氏物語!』の登場人物については当該項目を参照。
本項における「声」に関する記述は、特に言及がない限り1982年に放映されたアニメ版の声優配役に基づくものである。

## レギュラー
パタリロ・ド・マリネール8世
本作の主人公であり、物語の舞台であるマリネラ王国の若き国王。通常は単にパタリロと呼ばれる。
ジャック・バルバロッサ・バンコラン
イギリス情報局秘密情報部（MI6）所属の凄腕エージェント。
マライヒ
元暗殺者の美少年。
タマネギ部隊
タマネギ風の髪型で眼鏡をかけた菱口の武官部隊。

### 準レギュラー
エトランジュ
アーサー・ヒューイット
声 - 谷育子（20話、サイドワインダーとして）、古谷徹（44話）→野島昭生（49話）
初登場時は美形で名前もなく、狙撃手サイドワインダーと名乗り潜入捜査官として登場。縦ロールの髪でハイヒールの黒ロングブーツ。（パタリロ！11「バンコラン死す！」コミック4巻、アニメ第20話『バンコラン死す！』）続いての登場はファントムの襲撃からマリネラ宮殿を守る警備要員として現れた。（パタリロ！51「ファントム」コミック14巻、アニメ第44話『ファントム』）。
アメリカ中央情報局（CIA）の捜査員。アメリカ合衆国ノースダコタ州出身。バンコランの友人。子供のころ、アメリカの千葉といわれるノースダコタ出身ということでいじめられていたらしく、履歴書の出身地の欄に不実記載をしていたことをパタリロに知られたことから「アメリカの千葉県民」と呼ばれ、ことあるごとにこき使われ振り回され、時にパタリロへの仲介を命令されたりしている。修羅場を多く潜り抜けたにしては、バンコランのような強気さはなく、普段は気弱で純情、お人好しな面がある。しかし、パタリロにオカマ避けのために東カリマンタンに同行されたときは、ホステスと会話をたしなむ余裕をもち、聞き込みも女性なら容赦ないバンコランとは対照的に相手によって高圧にならず、処世術は偏っていない。
バンコランに匹敵する腕利きだが、病的なほどのロリコンである。ロリータの上限は12歳までと言い切る本格派であり、街で見かけたかわいい幼女を仕事を放ってストーキングして観察して愛で、挙句に入浴の覗きも実行したことを暴露している。そのためもあって、同性愛が文化として認められている作中世界でもヒューイットのロリコン趣味はしばしば犯罪扱いされる。なお、バンコランのような眼力があるわけでもないので、基本的に彼の幼女への慕情は満たされないことが多い。
任務に幼女が絡むとそれに心が奪われて捜査が失敗することがしばしばある（バンコランが任務に美少年が絡んでもクールにこなせるのとは対称的である）。そのために一時的に左遷されたこともあった。また一時は、「どんな少女でもいずれはオバサンになる」という現実に気付かされ、立ち直れないほどのダメージを受けたことも。当初は「たいしたことない程度」とされたロリコンも話が進むにつれ悪化している。
射撃の名手で、初登場した話でマライヒの急襲をあえて急所を外して返り討ちにしたり、あるときはパタリロを本気で射殺しようとしたこともある（しかも額の真ん中に命中したが、その程度でパタリロが死ぬわけもなく、正露丸を服用するだけで治ってしまった）。その後も狙撃の名手の設定は変わらず、パタリロに利用されることもある。
実は陰陽道から分派独立したロリータ道のロリータ戦士ヒューレンジャーでもあり、掌からロリータビームを発射できる。
小さなサーカスの団長をやっていた叔父がいたが亡くなっており遺産に象をもらったことがある。
時代劇版での役名は呂利紺飛雄糸之介（ろりこん ひゅーいっとのすけ）。『パタリロ源氏物語!』では頭中将を演じる。
『パタリロ西遊記!』では十六羅漢の一人、飛雄糸として登場する。
フィガロ・バンコラン
男同士のバンコランとマライヒの間にできた奇跡の子供。正体は大天使ミカエル（劇中では天使長）。やがて起こる大災害の際、同性同士のカップルに子供を与えるべきか否かという天界の実験の一環として降臨した。生後1か月で一歳児なみの体格と六歳児なみの頭脳を持つ。超人類として認知され、タマネギ9号の子アリランとともに殺されそうになったときも、不思議な力で冥界と通じ、アリランを助けた。
なお、同性同士のカップルに子供を与える実験そのものには「時期尚早」と結論が出され、直ちに撤収する予定だったが、「記憶を操作し『居なかった事』にしても喪失感は拭えないはず。それに、大災害まではまだ数千年あるのだから、子を思う両親の気持ちを考え、人間社会を学習しろ」というパタリロの説得により、両親の寿命が尽きるまで地上に留まるようである。まれに本当の姿を見せることがあるが、そのたびに関係者の記憶を操作しているため、正体を知っているのはパタリロだけである。パタリロの記憶が操作されていないのは、パタリロがフィガロの正体を周囲にバラしたとしても、普段の言動からまともに信用されはしないと看過しているためである。
パタリロ以外の周囲からはただの赤ん坊と思われていることから、その立場を利用してパタリロをおちょくることもしばしば。パタリロが反撃しようとすると周囲から幼児虐待扱いされるため、パタリロにとっては手を出しにくい天敵である。
趣味はTVゲームで、外に遊びに出ても携帯ゲームを手放さないほどハマッている。また風魔流縄術の使い手でもある。
本体である天使としての力は絶大で、魔界の四大実力者ベールゼブブをも「魔界のハエ」と一蹴している。
グルメ警視
マリネラ警察の警視。事件解決の助言を求めてパタリロを訪問することが多い。トレンチコートに身を包んだ小太りの中年男性。目元は右端を少し折った帽子で、口元は豊かな髭で隠されているため、表情の変化の把握が困難となっている。
初登場はコミックス82巻、作品番号442『パタリロ長者』だが、それ以前も警察長官（後述）の部下として働いていて、捜査の尻拭いをさせられていたらしい。

### 旧レギュラー
イヨマンテ・サンダース
声 - 滝口順平
MI6部長。バンコランの直接の上司。
初期においてはバンコランの前でも威厳があってわりと真面目な役回りだったが、巻数が増えるにつれ、いい加減極まりない無能な老人と化している。先代の部長の病没後、ほかに適当な人物がいなかったために部長職に就いた。仕事のほとんどはバンコランが処理し、彼のところには簡単な判子押しの書類しか回ってこないほど（ただし、腐ってもバンコランの上司ではあるため、バンコランに部長命令として無茶振りをすることもある）。無能なキャラと化してからついたあだ名は、役職名をもじって「ぶっちょ」。パタリロと組んでバンコランを困らせることが多い。しかし怠惰なメイドを押し付けられたり予測していなかった陰謀に巻き込まれるなどパタリロもそれなりに被害に遭っており、部長はパタリロの親友を自称しているものの都合よく利用しようとしている節もあり、当のパタリロの反応は冷淡なものである。
第一線当時は「稲妻のイヨマンテ」の異名を取る早撃ちで知られており、その抜き撃ち速度はバンコランをも凌ぐほどである。真面目な役回で描かれていた初期では現役時代もそれなりの凄腕であったようにも示唆されていた（5巻）がその実、まぐれ当たりこそあるものの狙いは滅茶苦茶で全く役に立たない。とはいえマライヒの浮気を疑ってバンコランが発した身辺調査を請け負った際は無難にこなしていた（ただし調査結果にバンコランが激怒し八つ当たりされた）。一時期、部下のみならず作者にも存在を忘れられて成り行きでホームレスに身を落としたこともある。
好物は天丼。昼食時にしばしばつけで出前を取っており、その請求をこっそりバンコランに回している。
なお、『ビストロ温泉パタリロ!』にも、死んだ無能な先代越後屋主人として一コマだけ顔を見せている。
衛兵隊長
声 - 青野武
マリネラ国の衛兵隊たちのリーダー。頭頂部が禿げ上がった白髪の老兵。『パタリロ!』最初期のタマネギ部隊が登場する以前のエピソードで多数登場した。パタリロにさまざまなツッコミを入れて、逆におちょくり返されるという、タマネギたちの役割を一人で担っていた人物である。真面目な堅物キャラかというとそうでもなく、パタリロのギャグにノリやすい軽い性格で、端から見るとパタリロと一緒になってアホなことをしているようにしか見えないこともしばしば。
タマネギ部隊登場後はフェードアウトして、パタリロ生誕時のエピソードに一度登場した以外は全く登場しなくなった。
警察長官
声 - 永井一郎
マリネラ国の警察長官。衛兵隊長と入れ替わりで登場。外見は眼鏡をかけたどこにでもいそうな中年の男性。タマネギ部隊とともにさまざまな行事に参加し、パタリロのよいおちょくり相手であった。
パタリロにお使いに出されたときに誤って重い荷物を頭に結わえ付けたために体がぺしゃんこ（死亡せず）になったうえ、火をつけられて花火のヘビ玉のように急激に体が伸び、化け物じみた姿になったため、タマネギによって化け物小屋に売られたことがある。またパタリロが分解し組み立て直した潜航艇に搭乗中爆発事故を起こし、ギャグでなければ即死する四肢断裂の重傷を負うが、しぶとく生き残っている。好物はサンマヒラキ定食。
ある時期から牢に閉じ込められ、自宅にも帰れない状態で鎖で繋がれ、鞭で打たれながらパタリロの代わりに書類にサインをする仕事をさせられ涙を誘った。奥さんにはタマネギが大金を握らせたため何も言ってこない（17巻）。死亡通知も送られたことがある。
だがそれは仮の姿で、マリネラの極秘防諜機関「文化広報局」のチーフを兼務する腕利きのダンディな情報員がその正体。タマネギ同様にメガネを外すと表情や雰囲気が変わって鋭い目つきとなる。αランダムの加速装置の機密を護るためにその正体をバンコランに明かして以降登場していない（原作72話）。なお、影武者用のロボットも登場したことがある。
その後、対外情報機関の必要性を感じたパタリロからその組織作りを命じられ、情報部初代長官に。カムチャッカに本拠地を構え活動を開始したが、その後の消息は知れない。「文化広報局」の話とは違い、タマネギたちから無能だったので厄介払いされたという扱いとなっている（85巻）。ただし、パタリロは「文化広報局」の話でも表面上タマネギたちの前では長官をおちょくっている素振りをしていたのと、タマネギたちも「警察長官は活躍するときはするんですが」と、長官の実力そのものは評価していることを示唆しているので、「文化広報局」の話に対する一応のフォローは入っている。
ノムスコ
警察長官の長男。フルネームは「ケーサツ＝チョーカン＝ノムスコ」だが、ノムスコが名前なのか名字なのかは不明（85巻）。初期のエピソードで登場している警察長官の小学生くらいの息子とノムスコの関係も語られていない。ノムスコは父とは異なり、メガネを外しても貧相な顔つきで、体力もほとんどないダメ息子である。ほかに警察長官には四つ子の子供もいるが14巻以降は登場していない。
ミハイル
S国の敏腕諜報員。ほとんど表情を変えないポーカーフェイスと特殊能力から「氷のミハイル」の異名を持ち、バンコランやヒューイットとは仕事の関係上、いくども敵対した。
自身の体温を任意に零下32度まで降下できる超能力者で、本人によれば「零下100度でも裸で生活できる」とされている。ただし、体温操作が可能なのは覚醒時のみで、眠ると自動的に通常の体温にもどる。この能力で妊娠中のマライヒを火災による高熱から守ったことがある。なお、この能力を発揮することで血液を初めとする体液が凍結しない理由についてはミハイル自身把握しておらず血の代わりに不凍液でも流れているのだろうと推測している。
趣味はポーカーで、麻痺毒が塗られたダートを武器とする。
当初は冷徹な性格だったが、登場回数が増えるにつれてお人よしな性格に変わっていった。パタリロをカリメロと呼ぶ癖が抜けない。上司には頭が上がらず、失敗するたびに上司の奥さんにプレゼントを送ってご機嫌を取っているらしい。また、任務の達成よりも自分の命を優先し、バンコランから個人的な怨恨を抱かぬよう立ち回る。
既婚者で、2人の子供がいる。子供を愛しており、前述のマライヒを守った理由もマライヒが妊娠中であったということが大きい。
『ミハイル爆弾』（コミックス32巻収録）では主役を張り、強敵デュモンを見事に出し抜いた。その後間をおいて『ノムスコ再び』（コミックス85巻）にて突如マリネラ王宮に来訪。情報局の弱体化により軍や政府の雑用をしていると語り、マリネラへのS国観光局の支局（実際には情報部の基地）設置を持ちかける。
デュモン
世界を股にかける犯罪者。完璧主義者を自称しており、密室トリックを得意とする。性格は狡猾で残忍、目的のためなら何の罪もない子供を惨殺することすらやってのける。
パタリロにとっては天敵ともいえる存在で、最初こそ殺人を彼に依頼したパタリロ、マライヒとは幾度も対決している不倶戴天の敵である。
デュモンは一度、スーパーキャット、間者猫と手を組んだパタリロに逮捕寸前まで追い詰められている。ミハイルの能力を利用して狙った宝石を逆にミハイルに持ち逃げされるといった敗北も描かれ、以後登場していない。
ザカーリ
声 - 戸田恵子(テレビ)、佐藤永典（舞台）
稀代の占い師。タロットカードを用いた占いを通じて未来を予見できる。そのため、騙されてパタリロの金儲けその他に利用されている。ロングの金髪を白いマントの背に垂らしている。アニメでは回によっては黒のマントも着用、舞台では金色のロングブーツ。
当初の作品原案では彼が主人公の予定だったが編集者にボツにされたらしい（『よりぬきパタリロ』の作者コラムに記載あり）。
全身が過剰に発達した性感帯であり、性的な刺激に対して非常に敏感であることが弱点。パタリロにたびたびくすぐられて悦んでしまい、バンコランの眼力どころか普通の視線にすら失神していた。この体質で幼少時から周囲に蔑まれていたが、唯一理解を示したバンコランに恋愛感情を抱き、マンションの隣の部屋に引っ越して来てマライヒとも険悪な関係になる。
『占い師は自分のことを占ってはいけない』というポリシーを持っているが、バンコランを自分に振り向かせるために、どうすればいいかを占おうしたことがある。謎の魔術師ファントムとの戦いで、絶体絶命の状況でバンコランが自分に目もくれずにマライヒを救出したのを見て失恋する。
作者の弁によれば、未来を予想できるキャラクターは動かしにくいそうで、初期の作品には頻繁に登場するも、作中での大失恋を契機に姿を消した。その後、2006年になってゲストキャラクターとして再登場している（このとき、魔術に関してタマネギ44号と同門であることを暗示する記述が見られた）。
基となったキャラクターは1980年に発行された『別冊花とゆめ秋の号』に掲載された、作者の短編作品『タロット』（『パタリロ』単行本9巻に収録）に登場する同名の主人公であるが、容姿や性格設定は異なっており、異性の恋人との仲をその父親に認めさせるために自ら占いの力でギャンブルや株式投資による金儲けに手を出し、莫大な財産を手に入れている。
スカンキー
声 - 鈴木清信
ロボット工学者。パタリロを敵視しており、少女ロボット「スクン1」を作製しプラズマXのテクノロジーを盗みとろうとした。パタリロに対抗するための資金源はロボットを使った銀行強盗であり、その件で逮捕された。
アニメ版では、「ラストスクン」なるロボットでプラズマに挑戦してきたが、結果的にラストスクンからアフロ18に金属黴が移り、パタリロとともにアフロを救うために奮戦する様子が描かれている（原作ではマルスXという黴の強力な破壊力に打つ手なしと協力を辞退している）。
キーン・バンコラン
バンコランの叔父であり、同じく眼力を持つ男。その威力はバンコランのそれを上回り、他者を己の意のままに操ることさえ可能とする。やはり同性愛者であり、唯一バンコランの恋人となった後のマライヒを抱いた人物。
バンコランの父を殺害して財産を横領、その事実を知ったバンコラン家の執事とバンコラン幼少時の愛犬フンギルバットまでも殺害し、甥の人格形成に重大な影響を及ぼした。横領した財産を元手に独自のダイヤモンド販売網を組織し、マリネラと敵対する。敵対時マリネラ対策で多額の資金を使ったことから組織の資金力が低下。さらに「白紙のゴドー」によって組織の不正（脱税や刑事犯罪に至るまで）が暴かれた結果、壊滅に追いやられ、挽回を狙ったJ・B・バンコランとの命懸けの決戦の末、完敗を喫して姿を消す。霊能力者でもあるタマネギ44号から「二度と噂すら、聞くことはないだろう」と予言された。
ウォルト・ディズニー
上述のキーン・バンコランに雇われた青年。FBI崩れの狙撃手。腕は一流だが、バンコラン殺しを独りで行うのを躊躇する。裏でヒューイットからも金を受け取ってCIAにも情報を流しており、「金を払っている間は」信用できるとはヒューイットの弁。対立する二者の間を要領よく立ち回る。その行動からマライヒやタマネギ部隊からは「コウモリ」と揶揄される。また「白紙のゴドー」からも依頼を受け、キーン陣営の切り崩しも行った。キーンとバンコランの最終決戦では双方の間で動いた挙句、最終的には「白紙のゴドー」ことマキアヴェリ・ド・ラーケンの黄金しか愛さぬ非情さに惚れこみ、半ば強引に弟子入り。その後日談では彼の部下として働いた。同姓同名のアニメーターとの関係はないが、それ絡みでパタリロにおちょくられたこともある。
バット
本名モス＝マクドナルド。バー「東カリマンタン」のママ。国際ダイヤモンド輸出機構の元情報収集担当者（バットは当時のパーソナルコード）。マライヒの友人。
10代のころに結婚して、一人息子の（本人は娘と言っている）ミランダがいる。
ダイヤモンド機構が潰れた後はフランスにあるニューハーフカフェー「ジブラルタル」で働き出し、一躍トップホステスとなる。その後、独立してロンドンのマリネラ大使館の傍に「東カリマンタン」を開いた。
店のホステスにはさまざまな店のトップが集められているが、非常に濃い人間（中には砂トカゲとのハーフや、宇宙人のバイオ兵器まで存在する）ばかり集まり、テロリストや悪魔の軍勢を返り討ちにするほどの強者ばかり。パタリロにとっては天敵ともいえる存在で、幾度も潰そうとしたがことごとく失敗に終わった。もっとも「彼女」もパタリロを敵視しているわけではなく、師と仰ぐマダム・ケツハリが世界征服に乗り出したときには、パタリロに有利となる情報を提供している。
「東カリマンタン」が繁盛した影響で、周辺にはおかまバー・SMクラブ・ソフトレズの店が進出している。
アンタダレ・アンダンテ
通称プロフェッサー。MI6兵器開発担当Z課に所属し、陰陽道・占星術・象数易などにも精通する天才科学者。およそ情報員にとって使い道のない携行式対戦車兵器や運用の難しい危険な発明品を製作してはその実用試験をバンコランに押しつけ、あわや大惨事になりかけることがたびたびある。孫にパタリロの友人であり同じく天才的な少年科学者のリカルド・アンダンテがいる。リカルドに対するバンコランの眼力の全力照射の余波を浴びて以来、バンコランを「愛しい人」と呼び熱い想いを寄せている。

## マリネラ王家血縁者

### 歴代国王
パタリロ6世
中世のマリネラ国王。魔王アスタロト公爵に金と引き換えに魂を売り、数世紀にわたり魔界、現世を股にかけ働く。アスタロトの命により、いかなる罪人の魂をも浄化し昇天させる至高界の免罪符「血脈」を入手するも、誤ってそれを自身に使用してしまい昇天する。アスタロトとの契約はのちに子孫のパタリロ8世に継承される。8世が夢の中で過ごした記憶では自らが6世になっており、アスタロトと過ごした記憶を持っている。
パタリロ7世
声 - 杉山佳寿子
近世のマリネラ国王。バンコラン提督率いるイギリス帝国艦隊の侵攻を受けるも、折よくタイムワープでやってきたパタリロ8世の協力でマリネラの独立を守る。さらに8世の助言によりダイヤモンド産業を確立した。のちに8世によって遥か未来の地球に送り込まれ、タイムワープを習得しないと死ぬような状況に追い込まれ、無理矢理習得させられた。
王室には17歳に成長したときの肖像画が残されていて、子供のころとは全く異なる容姿の美少年として描かれている。それを見た8世は、自分も同じようにいずれ美少年になるとタマネギ部隊の隊員たちに力説している。
パタリロの曽祖父
マリネラ王国の3代前の国王。姓名不明。宮殿の物置に水着姿と思しき肖像画が収蔵されている。肥満体の人物で水泳を好んだ。
オッターモール2世
マリネラ王国先々代国王。ヒギンズ3世の父。パタリロの祖父。18人の子宝に恵まれている。名前のみが登場。
ヒギンズ3世
前マリネラ国王。オッターモール2世の長子でパタリロ8世の父。原作第2話でテレビゲームのやりすぎによる心不全で崩御したため生前の描写はほとんどされない。外見については作品番号2『墓に咲くバラ』での崩御直後の横顔と、作品番号382『踊る死体』で若いころの肖像画が出たのみである。また同話では悪戯好きな性格だったことが語られている。生前にさまざまな混乱の種をばらまいており時折パタリロを尋常でない騒動に巻き込むことがある。
パタリロは「いつもボヨーッとしてた」「ヌボーッとした父上」と語っており、表面的には凡庸な君主を装っていたようだが、世界各国を歴訪しながら複数の隠し子をもうけたり、王国の未来を見越して複雑なプログラミングによる時限発効式の遺言状を手配するなど、パタリロの親だけあって一筋縄でいくような人物ではなかったことがうかがわれる。晩年は「聞き上手で発言に重みのある名君」との評価もあり、「隠れ名君」の異名を持つ。
パタリロ9世
パタリロ8世の息子。父の頭脳、容貌、性格を完全に受け継ぐ。作中「8世がどのように成長し、誰と結婚したかは追及しないこと」と書かれており、母親は不明。従姉妹に言語学の天才少女ルル・ベルがいる。
のちにフランスの冷凍食品専門商社デュバン・ザ・サード社の設立に出資する。
パタリロ10世
声 - 松島みのり
24世紀のマリネラ国王。世界政府を牛耳ったマスターウォンの眼力が通用しなかったことから、タイムマシンに放り込まれて過去に追放され、たどり着いた20世紀で8世に助けを求めた。彼も7世とともに8世によって遥か未来の地球に送り込まれ、同じような状況で無理矢理タイムワープを習得させられた。その後もときどき現代を訪れては騒動を持ち込む。おとぎ話の登場人物を実体化する装置を開発したが、精巧に作りすぎて独自の人格を付与してしまい、叛乱を起こされたことも。配下にタマネギ部隊に相当するヒマワリ部隊がいる。
パタリロ11世
2XXX年、超光速推進装置が実用化された時代のマリネラ国王。未知の宝石を求めて深宇宙を探査中、銀河系最強種族ゼルガン星人の奴隷狩り船に捕獲される。しかしその異常なふるまいによって不適格とされ放り出され、意図せず結果的に地球を救う。配下にタマネギ部隊に相当するカリフラワー部隊がいる。
パタリロ18世
はるかな未来のマリネラ国王。地球環境が極限まで劣悪化し地球外惑星への人類の移住が進むなか、地球に留まり続けるマリネラ国民の生存が困難になったことから空気と水を調達するためタイムマシンで21世紀にやってきた。このタイムマシンは生命体を運ぶことができないので意識だけを過去に送り、パタリロ8世に憑依することで活動していた。パタリロ8世と交渉して空気と水を調達して帰っていった。
パタリロ33世
はるかな未来のパタリロの子孫（マリネラ国王であるかの明確な言及はないが便宜上ここに記述する）。世界各地でファフロツキーズを引き起こし、落下させた食料の代金を食料を願った人からかすめ取っていた。代金をかすめ取られたパタリロから「子孫を残さない」と脅迫を受け、マリネラから撤退した。
パピプペパタリロパッ世
パタリロ8世の時代から1800年後の未来の人物。名前のみ登場。体温を下げる冷却サービスを注文したが注文先の企業の手違いでそのサービスがパタリロ8世に届いていた。
パタリロ18433世
惑星マリネラ世襲神権国王。銀河議会名誉議員。数万年後のマリネラを統治する人物。この時代は銀河辺境の惑星マリネラがそのままマリネラ王国の領土となっており、征服戦争をしかけてきた銀河帝国に対抗するために古代兵器プラズマXを復活させるが、その過程でマリネラ星が人類発祥地の地球であることが判明し、帝国と和平を結び、古代地球マンジュウや古代地球キーホルダー等の製造販売に携わる。

### 王族及び血族
マリネラ王家の伝統で、淑女からは変人（パタリロなど）が産まれるとされている（タマネギ談）。

#### ヒギンズ三世（父）側血縁
太皇太后
パタリロの祖母。姓名不明。マリネラ王国太皇太后。88歳。
学生時代に魔神が封印された瓶を拾う。その魔神の指示に従ってマリネラに留学しオッターモール2世に見初められ結婚。長男ヒギンズ3世を始めとする18人の子をもうけた。
現在は三男カシスが興した会社の経営を補佐するためアメリカに住んでいる。魔神の指示通りの行動であまりにも人生が順風満帆で、いつ魔神の気まぐれで手痛いしっぺ返しを食らうか分からないと内心怯えながらストイックに暮らしていた。しかし不安が杞憂と分かると、今まで自己を抑圧してきた反動で変節、世界中を遊び回る旅に出てしまいパタリロを幻滅させる。
マデリーン
声 - 桂玲子
パタリロの従姉妹。ミリオネア公国王女。14歳。パタリロの叔父がミリオネア公国女王との間にもうけた一人娘で、パタリロ幼少時の良き遊び相手だった。容姿端麗な美少女でパタリロの初恋の相手でもあり、パタリロの女性の好みは彼女によって形成されたと言ってよく、パタリロはマデリーンに似た少女にたびたび好意を寄せている。
カスタム伯爵夫人
パタリロの叔母。先代国王ヒギンズ3世の末の妹。本名もしくは愛称がハーネス。
兄弟の中でも一番もの静かで教養豊かな貴婦人（パタリロの評価より）。
パタリロに外見性格そっくりな12人の子供（一卵性多産児）の世話に追われ育児ノイローゼ気味。
12生児
叔母ハーネスの子供。性別は不明。容貌は赤子の頃のパタリロ8世そのままである。幼児ながら高い知能を持ち、プラスチック製トランプカードを噛みまくりプラスチック爆弾を作り出す。身体能力も突出しており歩くよりも速い這い這いが出来、ひとたび分散させてしまうと12人まとめて一つの場所に落ち着かせるのに数時間から10日かかるという暴れぶりで周囲の大人を振り回している。
ヨタリロ
パタリロの従兄弟で、サン・ミゲル公国の大公の息子。パタリロの長所と短所（特に短所）をパワーアップさせたキャラクターである。
ヨタリロというキャラクターの名前は本作『パタリロ!』連載前の初期プロットの時点で存在していた。当初の予定ではパタリロ・ヨタリロ・マッタリロの3人を（三つ子という設定で）主役にするつもりであったのだが、最終的にその三つ子の性質を全てパタリロという一人に集約させて本作は誕生した。ここで解説しているヨタリロは初期プロットのヨタリロとは別キャラクターであり、名前だけが流用されたものである。
体型はパタリロと同じだが、髪の毛は黒のオールバックで、黒いスーツとサングラスを身につけている。喋る時に舌を出しているのも特徴の一つ。
12歳にして博士号を取得しており、コンピューターのエキスパートというパタリロに匹敵する頭脳の持ち主。しかし、パタリロ以上にがめつい上に盗癖があり、金になると思ったものは何でも盗んでしまうが、時にその守銭奴ぶりが祟って窮地に陥ったり敵の罠に気付かない事も。戦闘能力も高く、多種多様な爆発物と投擲用のナイフを所持、前述のスーツの上着には閃光弾を仕込んであり、これらを駆使して下記の機密を無理矢理奪おうとした諜報組織のメンバーを返り討ちにしている。
登場したエピソードでは英国空軍が募集した「気象衛星の軌道プログラミング」の広告に応募し、報酬を前金で受け取った後に現地に向かいプログラム作業に入ったが、複雑な軌道計算からそれが軍事衛星と気付くや否や、英国政府を出し抜き、その機密を複数の諜報組織に同時に売ろうとして騒動を起こした。結局、いずれも強引に機密を奪おうとした諜報組織に嫌気が差し、英国に機密を返す見返りに報酬を得ようと接触した際、不意を突かれて麻酔針を打たれて昏倒し危うく射殺されかけたが、パタリロの連絡を受け駆け付けたバンコランによって救助され事無きを得た。帰国の際は、MI6のバンコランの机を売ろうと盗んで持ち帰っている。
また、パタリロによると元々「関係のないところでトラブルを起こす」らしく、以前にニューヨークで宿泊していたホテルにて、故障した部屋のテレビを修理するために呼んだ修理工の態度に腹を立て、発電所のコンピューターをハッキングして大停電事故を引き起こしている（この時の莫大な賠償金を大公が支払えなかったため、パタリロが肩代わりする羽目になった）。
マッタリロ
ヨタリロと同じく、初期プロットの3人の名前が流用されたパタリロの従兄弟で、パタリロの長所と短所（特に短所）をパワーアップさせたキャラクター。
パタリロとは逆にほっそりとした体型だが、パタリロ以上の大食漢で、口に入る大きさの物ならゴキブリでも何でも食べてしまう。
パタリロが偶然作った透明薬を飲んで透明人間になったところをタランテラに誘拐されたことがある。
ボニー・クライド・アイゼンバッハ
パタリロの異母兄。前国王ヒギンズ3世の隠し子である。アイゼンバッハは養父の姓。
12歳にして化学・数学・量子力学の3部門においてノーベル賞を受賞した、容姿はもちろん頭脳・身体能力あらゆる面でパタリロを上回る超天才少年。パタリロでさえ開発を断念した幻のダブルゴキブリ走法を完成させ、ガラクタから高性能ロボットを創りあげた。
ヒギンズ3世の遺言状による正式な認知を受けており、パタリロよりも上位の王位継承権保持者であるが、極限状況下における精神力ではパタリロに劣ることを自ら認め、継承を放棄した。
ギイ
ヒギンズ3世の5番目の妹でヒルダン公国の伯爵に嫁いだエミリアの三男。成績優秀、スポーツも得意な美少年だが、ひと言多い性格で余計なことを言っては常に人々を怒らせてしまっていた。この性格は若い頃のヒギンズ3世に似ているという。また母であるエミリアもひと言多い節があり、パタリロからは血筋だと言われている。パタリロには名前を覚えられていない。
アリスウェイド・フォン・ユリシーズ4世
パタリロの従兄弟。ユレイン公国第一皇子。非常に高い知性と身体能力を兼ね備えた人物だが傲慢な性格で周囲の人間を見下しており、前途を案じたユレイン国王の依頼を受けたパタリロによって記憶を封鎖され、人造人間と思い込まされて強烈な劣等感と疎外感にさいなまれながらタマネギ部隊の見習い隊員として1年間過ごした経験を経て、素直で謙虚な性格の好人物へと変貌を遂げた。
その他、無数の親戚、未登場の異母兄弟がいる。

#### エトランジュ王妃（母）側血縁
エトランジュ
声 - 池田昌子
パタリロの母。32歳。北欧の小国の貴族の出身。パリ留学中に親子ほど歳の離れたマリネラ前国王に見初められ、結婚する。
パタリロが即位したので本来は「皇太后」と呼ばれるはずだが、未だに「王妃」と呼ばれる。
体が弱く、夫の死後はスイスのサナトリウムで療養している。何度かマリネラへの帰国を思い立つが、帰国を望まないメイドに毒を盛られ体調を崩すなどして未だに帰国していない。ただし、ごく稀に一時的な帰国が行なわれており、全く帰国できない状態ではない模様。
パタリロの護衛でスイスに訪れたバンコランと出会い、恋心を抱いたため、強力な媚薬を使用しバンコランが初めて体験する女性となる。
妹（コミックス57巻『雪の王国』に登場）は南米のハマラヤ王国の王妃。
「バンコラン並み」の現実主義者。パタリロの性格を「個性」と認め、タマネギ部隊の監視内での悪戯好きさを容認しているため、特殊な病気のためなどで彼が「良い子」になった時は自らの手で治療している。
通常時でも暴走時でもパタリロをおとなしくさせることが出来る世界でただ一人の人物。パタリロにとっては怒られても泣かれても手に負えない世界唯一の存在。
デュラン・ド・ラーケン
声 - 仲村秀生、古川登志夫（マライヒの回想に再登場時）
国際ダイヤモンド輸出機構のNo.2幹部。マライヒに殺人術を叩き込んだ人物。エトランジュの従兄弟で伯爵の爵位を持つ貴族だが、本人は過去の権威に縋るだけとして家を嫌悪している。
パタリロを亡き者にすべくマライヒを差し向けるもバンコランによって阻止される。エトランジュを誘拐し、バンコランに一騎討ちを申し出るが敵わぬとみて卑劣な手段に及び、エトランジュにクロスボウで射殺された。
パタリロの母・エトランジュの従兄弟であることから、パタリロとは遠縁ながら従伯父・従甥の関係になるが、作中ではそのことには触れられていない。
なお、ラーケンは母方の姓で、父方の姓はコンチネンタルという。パタリロによく「ラーメン」と呼ばれている。
マキアヴェリ・ド・ラーケン
デュランの弟。デュラン存命中は父方の実家「コンチネンタル」を継承していたが、死後ラーケン家と爵位を継いだ。
デュラン存命中は彼の影となり、国際ダイヤモンド輸出機構で情報収集にあたっていた。ゆえにマライヒの事も知っていた。容貌は兄そっくりで素顔を初めて見せた時はマライヒとパタリロを驚かせた。
兄の死とともに組織「国際ダイヤモンド輸出機構」を離れ、身を隠すため変装し「ゴドー・オブライエン」と名乗り、一匹狼の産業スパイとして活動を開始。活動痕跡を一切残すことなく暗躍することから、「何も残さない・痕跡が白紙」であることから転じて「白紙のゴドー」と呼ばれ恐れられるようになる。キーンvsパタリロの抗争時に多額の報酬と引き換えに味方し、劣勢にあったパタリロたちを勝利に導き、キーン・バンコランの組織を壊滅させた。キーン・バンコランもゴドーの存在を恐れており、「彼の調査が終えるまでにマリネラを降伏させないとならない」と評するほどの存在だった。
マライヒが苦戦した剣術使いを一蹴し、パタリロとの騙し合いにも完勝するなど文武ともに卓越した才能の持ち主。戦闘においては特殊警棒を武器として使用する。人を見る目も確かで、関わった人物の才能や性格を正確に見抜く。
黄金の輝きをこよなく愛し、そのためなら兄の仇にも助力する非情さを持ち（本人は兄には未練はないとも語っている）、パタリロの冗談にもクスリとも笑わない。だが、ゴドーとして顔を隠している時は、パタリロの冗談に付き合うなど結構ノリの良い所も見せている。
作中では触れられていないが、エトランジュ王妃と縁戚であることからパタリロとも遠縁ながらも従伯父・従甥の関係である。
ザナドゥー
本名ヨン・ヤーステン。超高速の変装術を駆使する役者でザナドゥーは芸名。侯爵位を持つ貴族で、実の母のルプセン公国コサージュ公爵妃がパタリロの伯母にあたりザナドゥー自身はパタリロの従兄。
両親を自殺に追いやり、侯爵家の財産を横領した顧問弁護士を殺害して財産を奪還した。この秘密を知ったパタリロに脅迫され、バンコランへのいたずらに協力させられた結果マライヒに殴られるという遭わなくていい災難に遭った。
のちに独裁体制下にある故国ルプセン公国の改革のために戦うことになる。

## プラズマファミリー
プラズマX
声 - 堀秀行（放映初期に出たサントラLPのドラマパートでは電子音風に加工された音声が使われていた。）
パタリロが製作した鉱山採掘用ロボット。『スターダスト』で初登場。月面のダイヤモンドを採掘するために造られた。
大気圏内を極超音速で飛行、宇宙・海底を問わず活動可能。30万馬力のパワーを誇り、目からレーザーを出し、腕からプラズマビームも発射可能。また、搭載された光線兵器は霊体などの精神エネルギーにも有効である。さらに工作用ロボットのレーザーや宇宙戦艦のビーム攻撃も電磁バリヤーで防御可能。等身大だが十数メートル級のスーパーロボット並みの性能を秘めているらしい。エネルギー源はウラン（もしくはプルトニウム）の核分裂による原子力だが、家族共々食事と称して外部からエネルギーを摂取している描写もみられる。しゃべれないが周りの人間との意思疎通はスムーズ（アニメ版では普通に話せる）。ランダムの加速装置より複雑な加速装置も持っており、その加速能力はランダム以上であり、全体的な性能はすばらしい。反面、最初期のころには国語能力に問題があったり、パタリロに殴られただけでおかしくなったりと問題も多かった。
性格は至って温厚というより乙女的でお菓子作りや刺繍が得意、いつか来る恋人を待ちわびていた。一悶着の末、パタリロが女性ロボット、アフロ18を製作し夫婦となる。アフロの死後の明確な描写はないが、鉱山技師のゴリオン爺さんに気に入られダイヤモンドの鉱脈を掘り当てるアシスタントを務めていたらしく、しばらくパタリロたちの前に姿を現わさなかった。
数万年後の未来のマリネラでパタリロの子孫により覚醒、復活。地球の危機を救った。
アフロ18
声 - 増山江威子
パタリロが製作した女性ロボット。プラズマと同じくエネルギー源はプルトニウムの核分裂による原子力。気位が高く嫉妬深く怒りっぽいが、実際は優しい。最初はプラズマXを袖にしていたがのちに夫婦となる。
ピョートル大帝がパタリロにダイヤモンド販売網を潰された報復として、金属黴「マルスX」の付着により全身を侵され、修復不能になりデータの移植をするまもなく死亡した（基本的にレギュラーキャラは死亡しない本作において唯一死亡したキャラ）。ただその一部（アフロの優しさ）だけは後妻ロボットであるマンドラに移植された。
プララ
声 - 野村道子
プラズマXとアフロ18の娘として造られた少女ロボット。子供ながら2000馬力のパワーを持つ。プラズマXの技術を狙う科学者スカンキーが製作した少女ロボット、スクン1の残骸から残存していたパーツ（知能回路の一部）から保存したデータを流用した知能回路をもつ。当初はプラズマ、アフロに贈ろうと準備していた赤ん坊型のボディで産まれたが、知能回路の成長が認められて少女型のボディに移行した。
少々わがままで扱いにくい点もあり、パタリロも手を焼くが心根は優しく、パタリロも含めて家族を愛している。パタリロ自身も彼女には甘く、密かにダイヤをあしらった装飾品などを与えており、高級品に関しては認識がゆるい。
額にPの文字があり、そこからビームを発射する（母アフロも腕からビームを発射でき、「対ファントム戦」でプラズマファミリー全員でビーム攻撃を行った）。
アフロの死以降、不幸に見舞われストーリーの核のキャラクターとなっていた。記憶を失いαランダムに恋をしたこともある。
アニメでは、ルル=ベル登場のエピソードで彼女の代わりに登場したことがあり、そのためプララの性格がその話のみ別人のようにおませでおてんばになっている。
αランダム
声 - 堀絢子
友達がいないことに悩むプララのために、パタリロがプララの兄として開発したロボット。プラズマの加速装置をより単純化した簡易加速装置を持ち、力は5000馬力。
しかし、策略により知能回路はスカンキーが作成されたものにすり替えられた。その結果プララとは実の兄妹ロボットとなっている。
記憶喪失のプララのランダムへの想いを逸らすためにバンコランの眼力の虜にされ、その際のトラブルで体内の加速装置をソ連国家保安委員会（KGB）に狙われた。
エレクトロ＝マンドラ
プラズマ・ファミリーの新しい母親役。ロボット工学の権威にしてパタリロの師であるブラント博士の作品だが、ピョートル大帝の陰湿な謀略により猜疑心が強く、嫉妬深い性格に最初から知能回路を設定されている。
彼女の冷酷さに耐えかねてプララはマリネラを飛び出し、博士からマンドラの秘密を聞くも、事件に巻き込まれて博士は消息不明となり、記憶を失ったプララを彼女は博士の仇と誤解していじめ抜くが、博士が大帝の手を逃れ、持ってきた「アフロのやさしさ」を知能回路に組み込むことによってマンドラはやさしい母親となった。アニメには一度も登場していない。

## 動物
間者猫（かんじゃねこ）
声 - 大竹宏（劇場版）
パタリロの友人の猫。フリーランスの工作員。スーダン出身。通称「必殺間者猫」。
情報網に関してはMI6やCIAを出し抜くほどで、2足歩行での登場では初（登場自体は初期番外編「猫間天狗」が先である）となる「スターダスト」で、MI6の力をもってしてもできなかったアンドレセン達の実態を突き止めている。以来、さまざまな事件で登場しては、パタリロ達を助けてきた。仕事の報酬は主に鰹節で支払われている。
射撃に関しては猫の手のためか下手（ただし狙撃は超A級スナイパーのGと並び称されるほどの腕前だという）だが、爆薬の取り扱いに関しては一流といわれている。バンコラン、マライヒをも手玉に取ったデュモンを破ったこともある。
しかし、冷戦の崩壊とともにフリーランスの工作員に回されるような仕事がなくなってしまい、酒と女に溺れて身を持ち崩し、ポン引きで生計を立てていた。パタリロの手助けで何度か復帰を試みてきたが、そのたびに失敗を繰り返す。
スイスでの世界異種格闘技王座決定戦で準優勝を果たし、現在はマリネラのダイヤモンド鉱山で鉱山労働者を相手に整体師として勤務するかたわら、ロンドンでも「猫術（猫式の柔術）」の道場を開いている。酒癖も過去の経験から酒と聞いただけで気分が悪くなるほどに完治している。また、仕事自体は減ったがフリーランスの工作員としての活動も続けている。
通称としてジェームス・主水を名乗ることも（もちろん『007』のジェームズ・ボンドと『必殺仕事人』の中村主水の合成）。
スパイ仲間に「カリブの赤い星」、「マカオの虎」、「九龍の毒蛇」、「アラビアの疾風」、「シャムの紅玉」などがいて（もちろん全員が間者猫と同じく猫である）、彼らとチームを組んで工作活動にあたることもある。
スーダンで暮らしている実母は「アダンダラ」という伝説の化け猫の直系で呪術が得意。パタリロが造った「ネコミミ（着けた人間がネコに見える）」とは逆に、着けたネコが人間に見えるアイテムを作った。
スーパーキャット
声 - 中野聖子
パタリロの親友の猫。間者猫の弟。
実はスーパーキャットは子猫のころ、地球の両親猫に拾われた宇宙猫なのだが、兄である間者猫との関係については不明である。
空を飛んでいるときは「ばびゅーん」という効果音が書かれている。当初は背景で飛び回っているだけのモブキャラだったが、とある事件で無敵のスーパーパワーを身に付けた。
スーパーパワーを身に付けてからは人助けのかたわらさまざまなCMに出演し、多額の出演料を獲得している。各国の首脳とも対等に話ができるほどの世界的なスターとなったが、かつおぶしを前にすると猫の本性で飛びついてしまう。
また、人間の少女に恋をしたときはパタリロの手で人間になったことがある。その際はスープラと名乗り、少女ともよい雰囲気になったが、崖から転落した少女の飼い猫を救うため、パタリロから二度と人間にすることはできないと警告されていたにもかかわらず、猫の姿に戻ってしまった。
間者猫、スーパーキャットともにふきだしではなく書き文字で話すが、一般人ともまったく普通に会話はできる。また、スーパーキャットのみ語尾に「ニャ」が付く。
ごく稀にパタリロの移動手段として使われることがある。
スピンオフ作品「スーパーキャット」の主人公でもあり、こちらではふきだしで話す。
バンザイぬいぐるみ
初期の作品や『ラシャーヌ!』によく登場したバンザイポーズのぬいぐるみ。パタリロやラシャーヌが他人をおちょくる際に登場する。間者猫とは従兄弟の関係。
当初は実際にぬいぐるみで動きもセリフも無かった(リモコンで動かされる場面がある)が次第に猫たちと同様に描かれる。間者猫・スーパーキャットと合わせて一般的に猫軍団と呼ばれるが、エピソードで重要な役所を演じることもある両者と違い場面転換の幕間コマに出る程度で殆ど喋る機会も無い。
顔の耳の部分が有名な鼠のキャラクターに酷似しているが、顔立ちは無表情時のパタリロによく似ている。また、胸に日の丸を着けたタンクスーツを着ている。
アニメ版においても後期エンディングなど出番は多いが、原作同様台詞はなし。
バンパネラねずみ
「巻き毛がかわいいバンパネラねずみ」のナレーションとともに出現するねずみ。猫軍団やパタリロについつい追いかけられてしまう存在であるが、一緒に風呂でたわむれるなど仲はよい。萩尾望都『ポーの一族』の主人公である吸血鬼少年、エドガー・ポーツネルを彷彿とさせる。
普通は「チュウ」と鳴くが、時として犬のように遠吠えをする。
ニャンコ
元はアメリカ大使館に出入りしていたノラネコ。とある事件（11巻収録の42話「ニャンコはニャンコ」）をきっかけにマリネラで暮らすようになった。能天気な性格だが妙に小知恵が利く。
パタリロが引き取った飼い猫メリージェーンとマリネラに棲みつき、アフロ18の死後プララが父の後妻に虐待され家出をしたときには、メリージェーンとともにプララに付き添いマリネラを出た。
パタッシー
マリネラ近海に住む恐竜。いわゆるUMAだが、妖怪や宇宙人も住人として公的に認められているマリネラでは、あまり珍しい存在とはみなされていない。顔の形状が独特で、パタリロの「つぶれ大福」のような輪郭にタマネギのひし形の口を持つ。鳴き声は「キャハハハ」で、いつも笑っているように聞こえる。
北極海にホキョッシーという恋人がいる。
ヤンコちゃん
けむくじゃらのよくわからない生物。原作では呼称がなくアニメの設定で名前が付いた。手も足もなく見た目はただの毛玉であるが、顔がついておりいつもしかめっつらをしている。漫画のコマ内に何の脈絡もなく背景としてたまに登場し、155話「ピンクのサイ」（コミックス35巻収録）でひとこと解説をした以外何の役割も台詞も与えられない。いわゆるヒョウタンツギのようなマスコットキャラクターである。連載初期にのみ登場しているが、アニメ版でも頻出（ツッコミの際に殴られたときのエフェクト代わりなど）している。

## 魔族
魔族のキャラクターは作者の別の作品『アスタロト』と設定やキャラクター関係がリンクしている。
アスタロト
ベール、ルキフェル、ベールゼブブと並ぶ魔界の四大実力者として君臨。
人間界ではパタリロ6世を下僕にしていたが、血脈を探している最中に起きたアクシデントから6世の魂が昇天してしまったため、6世との契約を持ち出して強引に8世を下僕にした（最終的には金で釣った）。ほかに猫娘を下僕にしている。
アスタロトとベールゼブブは対立しており、パタリロは両者の抗争に巻き込まれてしまうことがあった。
性格は情に厚いところがあるが、基本的に悪魔なのでベールゼブブと同じくらい非情である。だがその邪悪面と反比例するかのごとく姿形は美麗を極め、見方によっては性別を凌駕するレベルの端正なヴィジュアルを醸し出している。しかし、パタリロ一族との接触でギャグ体質の影響を受けている。
魔夜峰央（作者）の商業デビュー前に創られた作者のフェイバリット・キャラクターでもある。パタリロ本編における出演や、彼を主役にした作品『アスタロト』の連載、その他の魔夜作品への出演などを経て、近年もアスタロトのサーガは継続している。
なお、彼は二代目で先代公爵はベールゼブブの前任プラトーンも認める文武両道の大悪魔であったが、自らの意思で別次元へと転移、現在の二代目アスタロトが公爵位と四大実力者の地位とを継承した。
ベールゼブブ
ベール、ルキフェル、アスタロトと並ぶ魔界の四大実力者として君臨。
人間界に工作班を配置している。なお、四大実力者に上りつめたのは古代妖魔の秘法を身につけて、主人であったプラトーンを倒したことによる。そのため、アスタロトからは「成り上がりの外道」と呼ばれている（逆にベールゼブブはアスタロトを「能なしの二代目」と評している）。
また、未来においてベールゼブブ自身に大ダメージを与えることになるパタリロの子孫を排除すべく、パタリロを暗殺しようとしたが、予期せぬフィガロ（ミカエル）の存在により退却を余儀なくされた。
性格は残忍なサディストで美少年妖魔を家具にしている。趣味は鬼ごっこ。
『パタリロ源氏物語!』では陰陽寮を牛耳る安部家の頭領、安部仲人（あべのなかひと）の正体がベールゼブブの「影」であるとされており、物語の主要な敵役として登場している。
ルキフェル
ベール、ベールゼブブ、アスタロトと並ぶ魔界の四大実力者として君臨。
サタンにつぐ実力の持ち主で、帝王サタンを補佐している。アスタロトとベールゼブブが対立していることから、持ち込まれた訴訟を裁いており魔界の裁判官的な立場を務めている。エピソードによっては裁判官的な存在は別途にいる。アスタロトとベールゼブブの対立には高みの見物を決め込んでいる。ときおりアスタロトやベールゼブブから訴状が出されることがあるが、余程のことでもない限りは無視している。
サタンが天帝に反逆したときから付き従っている最古参の悪魔で、年寄り扱いされることを嫌う。
本来ルキフェルとサタンは同義であるが、この作品では別設定となっている。

## 特殊キャラクター
魔夜峰央
声 - 古川登志夫（TVアニメ）、本人（劇場版）、堀内賢雄（西遊記）
本作の作者だが、何度も劇中に登場している。基本的にはストーリーと関係のない場面で出てくるが、まれに重要な役割を担うこともある。パタリロに斬られ撃たれ命の蝋燭を横取りされと多彩な方法で何度も殺されており、すぐに復活するものの散々な扱いを受けている。
キャラクター設定もさまざまで、そのまま本人役で出ることもあれば、一般市民・売れない漫画家・ストーリーテラー・妖怪として登場したこともある。時系列に従えばパタリロ誕生時に王宮で息子を相方にニカラグア漫才を披露したのが最初だが、パタリロに召還され32世紀に出現したりもしている。売れない漫画家として出てくるときは王宮の物置を間借りしているという設定になっており、マリネラ住人唯一の納税者となっている（マリネラは国民には税金は課さない）。
『花LaLa online』版ではレギュラーキャラとなり、近所にマリネラ大使館があることからパタリロ・タマネギ部隊とよく絡んでいる。
また『ラシャーヌ!』作中にもパタリロと一緒に登場し、小学館『魔夜峰央のダリ的魔法術』巻末の『ミーちゃんの『ダリ的魔法術』講座』ではパタリロにダリの解説を手伝わせているなど、白泉社以外で出している作品にも一緒に登場している。
自分のことは「ミーちゃん」と呼んでいる。オールバックにサングラスという風貌で、タマネギたちと同じ菱形の口をしている。
一時期はパーマもかけていた（タモリに間違えられたためだが、パーマをかけたら所ジョージに間違えられた）。
当初は年齢を28歳（自称）としていたがいつのころからか年齢のことを語らなくなってしまった。
TVアニメ版でも第10話「マリネラに降る雪」などで登場している。劇場版では魔夜峰央本人が声まで演じていた。『パタリロ西遊記!』では漫画版では作者は登場しないが、アニメ版ではそのものズバリの「魔夜峰央」なるキャラクターが登場している。
原作漫画のエピソード43「プララ」では魔夜峰央が悪の妖怪役として登場し、物語の狂言回しとして重要な役割を担っているが、このエピソードがアニメ化された第30話「愛しのプララ」では妖怪魔夜峰央の代役としてパタババ(声：山本圭子)というパタリロに似た老婆（の妖怪）を登場させている。パタババはアニメでは2度登場した。
ラシャーヌ
声 - 中谷ゆみ
インドに住む破壊的美少年。パタリロをおちょくり返すほどの強烈な性格の持ち主。魔夜の漫画作品『ラシャーヌ!』の主人公だが、『パタリロ!』にも何度か出演している。ラシャーヌとパタリロが邂逅するシーンを『ラシャーヌ!』と『パタリロ!』の二作品でそれぞれ視点を変えて描写するというクロスオーバーがなされたこともあった。
視覚神経の伝達速度を意識的に調節し、バンコランの眼力による効果の発現を停滞させるという離れ技を披露してみせた。殺人事件の捜査協力中にバンコランに横恋慕する。また、パタリロに所有地の買収工作（女装した女顔のタマネギに惚れさせられる）をしかけられたり、インド大使館付きのタマネギと親しくなりふられやすい性質を伝染させたり、パタリロと呪いや式神を飛ばしあうといった心霊的戦闘を行ったりした。
『恋の旅路』では、エナメルっぽいロングブーツを履いた両足を上に向けた姿で、窓から真っ逆さまに落ちかけ「いい格好だねえ」とマライヒに言われてしまう 。『パタリロ忠臣蔵』では赤穂浪士の一人として、堀部安兵衛に扮する「おじ様」とともにカメオ出演している。TVアニメでも第5話「死の天使マライヒ」にて1シーンのみ登場した。
トラウマ
魔夜の漫画作品『妖怪始末人トラウマ!!』の主人公。妖怪始末人ギルドに属する妖怪始末人。マリネラに倩兮女（けらけら女）が現れた情報を得て相棒の貧乏神とともにマリネラに入国した。登場は1度だけ。『パタリロ!』内における『トラウマ!』の宣伝(「怪獣丸」)とカメオ(「聖夜のできごと」)を含めても3度だけである。
ミロールコミックス4巻に併録の短編『怪奇生花店』のキャラ。コミックス7巻収録『めずらしい純白の花が咲く』(エピソード番号24)に登場。花屋の店主で、腰のあたりまで届く長い髪、ギリシャ時代風の膝上丈スカートのような服やヒールのあるロングブーツをはいている。店ではエプロン着用。パタリロに敏感な首すじをくすぐられて思わず声を出してしまう。
店先には、綺麗な花が売られているが、その花は動物の死体を苗床として咲いた花で、特に艶やかな花は人間の死体を苗床としているが、そのことは誰にも秘密にしている。
大使館のメッセンジャーに思いを寄せられ、そのメッセンジャーが、横恋慕した大使館員に殺されたことを知り、パタリロとともに自身が作った花を使い大使館員の罪を暴く。
実はミロールは、地元の人々が禁忌としていた『悪魔の森』と呼ばれた場所に迷い込み行方不明になっていた少女が発見されたときに身ごもっていた子供で、父親は誰なのか、ミロール自身が何者なのかも作中では明かされていない。花の秘密を知ったパタリロを殺して、花を咲かせようとしたが、逆に花の種の栄養分を吸収してパタリロが復活してしまい、その光景におそれおののき、店を閉め姿を消す。
ルル＝ベル
コミックス2巻に併録の短編『ルル＝ベル火星行』のキャラ。10歳にして魔性の色香を持つニンフェットな小悪魔美少女。コミックス8巻収録『地球人の課題』(エピソード番号25)に登場。この話は未来のマリネラを舞台にした話で、パタリロ8世の息子であるパタリロ9世の従姉妹という設定でルル＝ベルが登場している。アニメ版ではルル＝ベルは出てこずにその配役はマライヒが担当。また『プララの初恋』(アニメ版第46話)ではプララ自身が担当している。そのため、この話のみプララがやけに性的に奔放な性格にされた。のちの作品『ルル亀!』の主人公（時代などの設定は関連がない）として流用された際は掲載誌が青年誌（白泉社「コミコミ」）だったため、同性愛を含む妖艶な性行為の描写がなされた。

## ゲストキャラ
ジャダ
声 - 戸田恵子
「パタリロ！」に登場する美少年第1号。パタリロの身の回りの世話をする少年（パタリロ！1「美少年殺し」コミック1巻／文庫第1巻『国王誕生の巻』、アニメ第1話『美少年キラー』)。本編でバンコランの「美少年キラー」を最初に受けた人物。
原作とアニメ版では設定が若干異なり、原作ではパタリロを暗殺しようとする一派から脅されて犯行に加担させられた被害者だが、アニメ版では依頼を受けパタリロを暗殺しようする殺し屋として登場している。
幅の広い襟のラップガウンにインナーの黒が映える。外出着も黒をアクセントにしたツートーンのジャケットで、スリーピースのスーツスタイル。
サッチャー
声 - 上田みゆき
パタリロのいとこ（パタリロ！2「墓に咲くバラ」前半、コミック1巻／文庫第1巻『国王誕生の巻』、アニメ第2話『霧の夜に花が散る』）。
母親がパタリロの叔母にあたり、若いころに王族の地位を放棄し、一般市民となって暮らしていたが、貧しい生活のなかで亡くなってしまい、何もしてくれなかったマリネラ王家に復讐しようとする。実はサッチャーの母は望んで王族との交流を断っていて、王家の支援も断っていたのだが、パタリロを暗殺すればサッチャーが国王になれる、王位に就いたあと王族に復讐できるとそそのかす者があり、パタリロの命を狙うも魂胆をパタリロに見抜かれ、実際は王位継承権はかなり下でほぼ国王になれる可能性はないことを指摘される。さらにバンコランから真実を告げられるも、それを信じずにその場から逃げ出し、車にはねられ死亡する。
車を運転していたのは国際ダイヤモンド輸出機構でナンバー4と呼ばれる幹部で、サッチャーを操っていたのもこの人物。事故を装った口封じであった。
腰まで伸ばした巻き毛ロングヘアで、細身のスリムパンツに白いヒールを履いている。
ビョルン（ジュニア）
声 - 増山江威子(テレビ)、戸田恵子(映画)、小林亮太（舞台、2019年の実写映画）
きれいな長い髪のBBC記者で女と見まがう美貌の美少年（パタリロ！2「墓に咲くバラ」後半、コミック1巻／文庫第1巻『国王誕生の巻』、アニメ第3話『墓に咲くバラ』）。実態は国際ダイヤモンド輸出機構の幹部・ナンバー9の息子。幹部会議ではナンバー9ジュニアと呼ばれ、ナイフ投げの特技がある。パタリロの排除に失敗したナンバー4を自らの手で処分したのち、任務を引き継ぐかたちでマリネラに入国する。
パタリロの戴冠式が行われる神殿を爆破し殺害しようと計画するが、起爆装置の部品を発見したバンコランに察知され、パタリロを含む関係者が避難し誰も居ない神殿でバンコランと一騎打ちに持ち込んだあげく射殺される。直後に爆発が起き神殿は倒壊。ジュニアの死体は瓦礫に埋もれて行った。
バラの花を持ち、 エナメルらしきピカピカのロングブーツを光らせながら、コツコツとヒール音を立てて歩き、唇に艶やかなルージュを引いたりして「女みたい」で「きれいな子」だとマライヒの感想。「バラと私とどちらがきれい？」とたずねるなど自分の美しい姿に自信を持っている。初代エンディングの冒頭にも登場している。髪の色はテレビ本編で緑、初代エンディングで橙、映画では紫である。
マリオン
声 - 横沢啓子
パタリロの異母兄として登場（パタリロ！3「パタリロ危うし！」コミック1巻／文庫第1巻『国王誕生の巻』、アニメ第4話『パタリロ危うし！』）。
正体は強盗団「銀ぎつね」のボスの息子。
李春英
声 - 松岡洋子
中国舞踏団の団長の孫（パタリロ！6「パタリロ活殺拳」コミック1巻／文庫第1巻『国王誕生の巻』、アニメ第7話『カンフー大暴れ』）。
クリスチャン博士
声 - 神谷明
マリネラの国宝である宝石を借りにきた美少年の天才科学者（パタリロ！9「マリネラに降る雪」コミック3巻／文庫第2巻『美しき男たちの巻』、アニメ第10話『マリネラに降る雪』）。
雪の研究家らしく白いケープと長靴で「雪の女王」か中性的な北欧の貴族を連想するようなスタイルで、襟元は雪に映える赤でコーディネート。かつてパタリロと大学で首席を争ったよき学友。
ココ
声 - 野村道子
クリスチャンの妹。心臓が弱く悪くすれば先がないと医者に言われており、雪を見たいとクリスチャンに願う（パタリロ！9「マリネラに降る雪」コミック3巻／文庫第2巻『美しき男たちの巻』、アニメ第10話『マリネラに降る雪』）。
パタリロの初恋の相手であるマデリーンに容姿が似ているためパタリロから好意を寄せられる。
サミエル
声 - 小宮和枝
パタリロ！12「マリネラの吸血鬼」コミック4巻／文庫第50巻『マリネラの吸血鬼の巻』、アニメ第12話『マリネラの吸血鬼』に登場。
単行本第4巻の第16刷以降は封印作品として欠番となったエピソード。のちにクリスティ財団の承諾が得られ、現在は欠番解除されている。
アンドレセン
声 - 田島令子、小林亮太（2018年の舞台、2019年の実写映画）
パタリロ！番外「スターダスト」コミック5巻／文庫第2巻『美しき男たちの巻』、アニメ・映画『スターダスト計画』に登場。ビョルンに瓜二つの美少年。正体は作中で判明。
バンコランと再会時はインナーブラウスを見せるワンピースのパンツスタイルや黒のロングブーツで、別離時のビョルンと同じ衣装だったためバンコランを驚かせ、マライヒに対抗するかのように宝石のついたフードつきマントや毛皮のコートも愛用している。（マライヒもバンコランとペアルックを連想させる革の手袋（ただし女物っぽい白）をはめて彼と対峙する）
クライマックスでの宇宙服も光沢のあるメタリックカラーなロングの長靴に、体のラインにフィットしたセクシーなデザイン。赤い宝塚風軍服などさまざまなお洒落を披露している。目の周りに星や月のメイクをした「美少年軍団」を率いる。
トーマス
声 - 沢田和子
パタリロ！17「プリンス マライヒ」コミック6巻、アニメ第15話『プリンスマライヒ』に登場。
パタリロの父（前国王）が留学していた寄宿学校の学長の孫。両目を出しカチューシャをしたマライヒをマリネラ国王と誤認した。
ヨハネス・アルフォンヌ男爵
声 - 増山江威子
パタリロ！19「幻想帝国」コミック6巻、アニメ第16話『ダイヤモンドの伝説』に登場。神聖ローマ帝国の貴族。パタリロが購入した謎のダイヤモンドの持ち主だった。
八汐路（やしおじ）
声 - 島本須美
パタリロ！21「学園物語」コミック7巻、アニメ第45話『ああ、花の新学期』に登場。日本にある私立学校・帝国高校の生徒会副会長。70年代末らしく制服スカートはひざ上丈。理事長の父親は不法な武器を中東に輸出している企業社長らしい。
トミー
声 - 間嶋里美
パタリロ！33「旅立てジャック」コミック9巻、アニメ第24話『旅立てジャック』に登場。セントクレア財団の御曹司。鳥の気持ちがわかる心優しい少年。卵から孵化したジャックと心を通わせる。
ロビー少尉
声 - 古谷徹、三津谷亮（2018年の舞台）
（パタリロ！38「FLY ME TO THE MOON」コミック10巻／文庫第10巻『パタリロが泣いた日の巻』、アニメ第19話『月への旅立ち』）
パタリロが統括するマリネラ宇宙局で働いているヒーリング能力を持つ青年技官で、宇宙飛行士になり月に行くのが夢。他人の怪我や病気を治す能力を持っているが、それは自分の生命エネルギーを他人に分け与えるもので、能力を使えば使うほど自身の生命が削られていき、最終的には死に至ってしまう。彼の悲劇的な運命を描いた本エピソードは、全話中でも屈指のシリアス回でパタリロが部下の命で涙を流した唯一の回である。
プリンス・ザンゲ
声 - 池田秀一
ヨハン
声 - 塩沢兼人
パタリロ！39「ゲルマン城の虜」コミック11巻、アニメ第31話『ゲルマン城のとりこ』に登場。
パタリロの文通友達。妹クリステアを債権者であるゲルマンの城に軟禁されている。
デミアン・ナイト
声 - 井上真樹夫、川上将大（2021年の舞台）
パタリロ！45「霧のロンドンエアポート」コミック12巻／文庫第3巻『タイムワープの巻』、アニメ第48・49話（最終回）『霧のロンドンエアポート』に登場。以前に養成所でバンコランと一緒だったMI6のエージェント。隻眼だが聴覚が鋭敏。美少年キラーになる前のバンコランを知る人物で彼より2つ年長であり恋人だった。
バンコラン以上のエスピオナージ能力を持つ人物。諜報活動の過程でKGBに麻薬漬けにされ、洗脳を受けバンコランと敵対する。最期は濃霧で閉鎖されたロンドン空港で銃撃戦となり、バンコランに射殺される。
マーク
声 - 間嶋里美
パタリロ！49「アイ・ラブ・マライヒ」コミック13巻、アニメ第38話『アイ・ラブ・マライヒ』に登場。
変装したパタリロと間違われて誘拐された少年。亡くなった母親に似たマライヒにあこがれる。
パトリック
声 - 一城みゆ希
パタリロ！54「マライヒの季節」コミック14巻、アニメ第41話『マライヒの季節』に登場。
政治家レンショー子爵の令息。
エローラ
声 - 戸田恵子
パタリロ！55「大帝の罠」コミック14巻、アニメ第43話『バンコランに死の愛を』に登場。
バンコランにふられた元恋人の少年。大帝と称する謎の人物にそそのかされ、バンコランの命を狙う。
長い金髪で左の口元にほくろがある（「恋愛上手」の意味がある）。初登場時はスカートのようにも見えるショートコートからタイツをはいた脚を出してミュールを着用。アニメではオレンジのアイシャドーをしている。
クライマン
パタリロ！94「はぐれタマネギ」コミック24巻に登場。
元タマネギ三百三十三号だった強盗。マライヒと反対の目を隠した黒いロングヘアーの美青年。改心して、植物から人造人間の奴隷を作るガリガリと対決した伝説の人物。
トム、フランボー、マネーペニー、マネーコイン、マネーユーロダラー、赤ちゃん
パタリロ！148「天使の兵隊」コミック34巻に登場。
パタリロが人工テレパシー装置を作った際に知り合った超能力を持つ子供たち。それぞれがテレパシーにサイコキネシス、フライング能力、瞬間移動という超能力を使うが、中身は年相応で「サンタクロースを探そう」という発想であちこち潜り込んだ挙句、実戦配備されていた核ミサイルを発射してしまう。その後、異次元世界の騒動に巻き込まれた。
アンジュ / アンディー
パタリロ！236「アイスクリーム戦争」コミック55巻に登場。
カナダのアイスクリーム会社の女社長の令嬢（男）。女として育てられた女装の娘で周囲の男子たちは悩殺されるが、本人はかわいい女の子を見ると胸がときめく健全な男の子。彼女を溺愛する母とともにマリネラに移住してきた。転入した共学の高校で少年として育てられた男装の少女「ジョージ / ジョージア」と互いに惹かれるが、彼はライバル企業の後継者であったことが判明。相談されたパタリロの考えた「偽装心中」の紆余曲折の末に本来の性別に戻って婚約、互いの会社も将来的に合併することが決まる。
アラン・シルベスター
パタリロ！243「ギャグもまた真なり」コミック57巻に登場。
マリネラ大学の三年生。タマネギ四十八号の妹に一目惚れされる。食堂でアルバイトをしている眼鏡をかけた青年。
イロハニー殿下
パタリロ！248「雪の王国」コミック57巻に登場。
南米にある常冬のハマラヤ王国の王子で、パタリロのいとこ（母はパタリロの叔母）。王位継承絡みの殺人事件の容疑者にされる。